# 沙巴華人公會
沙巴华人公会（简称SCA）是一个已不存在的北婆罗洲直辖殖民地和马来西亚沙巴州的华基政党。

## 历史
该党于1962年10月成立，名为北婆罗洲民族党，是在马来亚华人公会的鼓励下，由北婆罗州联合党和北婆罗州民主党合并而成 。两党均在前一年成立，联合党由邱锡洲和罗思仁在山打根成立；民主党由陈彼得在哲斯顿成立。该党随后改名为沙巴民族党，1964年与北婆罗洲华人公会合并，改称为沙巴华人公会，罗思仁则被推选为沙巴华人公会总会长。
1965年至1967年，沙华公会总会长罗思仁担任第二任沙巴首席部长一职。
合并后，该党与沙巴民族统一机构和卡达山巴索统一机构结为沙巴联盟参加沙巴州选举。该党在1967年沙巴州选举赢得5席，1969年全国大选中赢得3席，并且这3席全部在1974年全国大选中守土成功。1973年加盟新成立的国民阵线。然而，在1976年沙巴州选举中，该党所有参选的席位都被沙巴人民联合阵线赢得；随着这一次惨败，该党也就消亡了。

## 选举成绩

### 全国大选
| 选举 | 领袖   | 得票数     | 得票率     | 赢得席位 | 状态     |
| ---- | ------ | ---------- | ---------- | -------- | -------- |
| 1964 | 罗思仁 | 州议会委任 | 州议会委任 | 4 / 159  | 执政联盟 |
| 1969 | 罗思仁 | 24,699     | 1.03%      | 3 / 144  | 执政联盟 |
| 1974 | 罗思仁 |            |            | 3 / 154  | 执政联盟 |

### 州议会选举
| 选举             | 赢得席位 |
| ---------------- | -------- |
| 1967年沙巴州选举 | 5 / 32   |
| 1971年沙巴州选举 | 3 / 32   |
| 1976年沙巴州选举 | 0 / 48   |